# Arthur Tischer
Arthur Tischer (Friburgo, 18 de septiembre de 1895 - Heidelberg, 6 de septiembre de 2000) fue un estadístico, funcionario público, taxónomo y botánico alemán. Se especializó en la familia Aizoaceae, con énfasis en Conophytum.

## Biografía
Estudió medicina en la Universidad de Heidelberg

## Algunas publicaciones
- 1942. Die Sicherung des Gefolgschaftsstandes in der Kriegswirtschaft. Ed. 	Ertl-Verlag, 14 pp.

- 1929. Grundlegung der Statistik: systematischer Grundriss einer Theorie der allgemeinen Statistik auf rein formaler Grundlage. Ed. Fischer, 211 pp.

## Honores
- Monumento en parque de Heidelberg[2]
- Alcaldía de Heidelberg Medalla de Servicio Público

### Epónimos
Especies
- (Aizoaceae) Conophytum arthurolfago (S.A.Hammer) S.A.Hammer[3]